# Eino Soinio
Eino Aleksi Soinio (Helsinki, 12 novembre 1894 – Helsinki, 7 dicembre 1973) è stato un calciatore finlandese, di ruolo centrocampista. Era fratello di Kaarlo Soinio.

## Carriera

### Nazionale
Ha collezionato 40 presenze con la propria Nazionale.

## Palmarès
- Campionato finlandese: 9

HJK:1911, 1912, 1917, 1918, 1919, 1923, 1925
HPS:1926, 1927